# Inéquation variationnelle
En mathématiques, un problème d'inéquation variationnelle englobe en les généralisant un certain nombre de problèmes classiques tels que la recherche d'un zéro d'une fonction, la recherche d'un point stationnaire d'un problème d'optimisation, le problème de complémentarité linéaire, etc. Le formalisme a d'abord été introduit pour analyser certaines équations aux dérivées partielles modélisant des problèmes avec contact ou avec frontière libre (problème de Signorini) avant de devenir un cadre formel autonome s'appliquant à des problèmes variés.

## Définition du problème
Étant donnés un espace de Banach {\displaystyle \mathbb {E} } dont le dual topologique est noté {\displaystyle \mathbb {E} '} (le crochet de dualité est noté {\displaystyle \langle \cdot ,\cdot \rangle }), un ensemble non vide {\displaystyle K\subset \mathbb {E} } et une fonction {\displaystyle F:K\to \mathbb {E} '}, un problème d'inéquation variationnelle consiste à trouver un point {\displaystyle x\in \mathbb {E} } tel que
{\displaystyle \operatorname {IV} (F,K)\qquad \left\{{\begin{array}{l}x\in K\\\langle F(x),y-x\rangle \geqslant 0,\quad \forall y\in K.\end{array}}\right.}
Ce problème est donc noté {\displaystyle \operatorname {IV} (F,K)}. Géométriquement, si {\displaystyle \mathbb {E} } est un espace de Hilbert, si son dual {\displaystyle \mathbb {E} '} est identifié à {\displaystyle \mathbb {E} } et si {\displaystyle K} est convexe, il s'agit de trouver un point {\displaystyle x\in K} tel que {\displaystyle -F(x)} soit dans le cône normal à {\displaystyle K} en {\displaystyle x}.
Lorsque les données ont une structure particulière, on retrouve des problèmes classiques.
- Si {\displaystyle K=\mathbb {E} }, le problème consiste à trouver un zéro de {\displaystyle F}.
- Si {\displaystyle \mathbb {E} } est un espace de Hilbert, si {\displaystyle K} est un convexe fermé non vide et si {\displaystyle F=\nabla f} est le gradient d'une fonction convexe différentiable {\displaystyle f:\mathbb {E} \to \mathbb {R} }, le problème consiste à minimiser {\displaystyle f} sur {\displaystyle K}.
- Si {\displaystyle \mathbb {E} =\mathbb {R} ^{n}}, si {\displaystyle K=\mathbb {R} _{+}^{n}} est l'orthant positif de {\displaystyle \mathbb {R} ^{n}} et si {\displaystyle F:x\in \mathbb {R} ^{n}\mapsto Mx+q\in \mathbb {R} ^{n}} est une fonction affine ({\displaystyle M} est une application linéaire et {\displaystyle q\in \mathbb {R} ^{n}}), on retrouve le problème de complémentarité linéaire.

## Existence de solution
Si {\displaystyle \mathbb {E} } est un espace de Hilbert, un point {\displaystyle x} est solution de {\displaystyle \operatorname {IV} (F,K)} si, et seulement si, c'est un point fixe de la fonction
{\displaystyle \varphi :x\in K\to P_{K}(x-F(x))\in K.}
On a noté {\displaystyle P_{K}} le projecteur orthogonal sur {\displaystyle K}. Les résultats d'existence de point fixe peuvent donc être utilisés pour obtenir des conditions d'existence de solution du problème {\displaystyle \operatorname {IV} (F,K)}. En dimension finie, le résultat suivant est une conséquence immédiate du théorème du point fixe de Brouwer, appliqué à la fonction {\displaystyle \varphi }.
Existence de solution (dimension finie) — Si {\displaystyle F:\mathbb {R} ^{n}\to \mathbb {R} ^{n}} est continue et si {\displaystyle K\subset \mathbb {R} ^{n}} est un convexe compact non vide, alors le problème {\displaystyle \operatorname {IV} (F,K)} a une solution.

### Ouvrages généraux
- (en) F. Facchinei, J.-S. Pang (2003). Finite-Dimentional Variational Inequalities and Complementarity Problems (2 tomes). Springer Series in Operations Research. Springer-Verlag, New York.
- R. Glowinski, J.-L. Lions, R. Trémolières (1976). Analyse Numérique des Inéquations Variationnelles - Tome 1 : Théorie Générale et Premières Applications - Tome 2 : Applications aux phénomènes stationnaires et d'évolution. Dunod, Paris.